# Peugeot VSP
Der Peugeot VSP, auch Peugeot 203R, 203RA und 203RB, ist ein in den 1950er Jahren vom französischen Automobilhersteller Peugeot für landwirtschaftliche Nutzung und als Militärfahrzeug für die französischen Streitkräfte entwickelter Geländewagen, der von diesen aber letztlich nicht in Dienst gestellt wurde.

## Beschreibung
Der Peugeot VSP ist ein leichter, allradangetriebener Geländewagen. Seine Konstruktion folgt weitgehend dem Vorbild des im Zweiten Weltkrieg von den Alliierten verwendeten Jeeps. Mit Leiterrahmen und zwei an Blattfedern aufgehängten Starrachsen ist sie wie beim Jeep konventionell. Der Vierzylinder-Ottomotor mit obenliegenden, hängenden Ventilen und seitlicher, kettengetriebener Nockenwelle ist vorn, das Vierganggetriebe und das daran angeblockte zweistufige Verteiler- und Untersetzungsgetriebe sind mittig eingebaut. Über eine Kardanwelle und ein Peugeot-typisches Schneckengetriebe im Differentialgehäuse der Hinterachse werden im Straßenbetrieb die Hinterräder angetrieben, der ebenfalls mit einem Schneckengetriebe ausgestattete Vorderachsantrieb und die Geländeuntersetzung können im Bedarfsfall vom Fahrer über zwei auf dem Getriebetunnel angeordnete Schalthebel zugeschaltet werden. Zum Antrieb von Geräten hat das Getriebe einen Nebenabtrieb. Die Stahlblechkarosserie ist offen, an den Seiten ausgeschnitten, ohne Türen, hat vier Sitzplätze und ein abnehmbares Stoffverdeck. Die Windschutzscheibe kann nach vorn auf die Motorhaube abgeklappt werden. Ersatzkanister und Ersatzrad sind hinten außen an der Karosserie montiert. Am Fahrzeugheck befindet sich auch die NATO-Anhängerkupplung. Motor, Kupplung, Getriebe, Hinterachse und Lenkung stammen vom Peugeot 203.

## Geschichte
Der VSP wurde zunächst Peugeot 203R genannt. Die Ziffernfolge 203 erhielt das Fahrzeug, weil der robuste 1,3-Liter-Motor, die Kupplung, das Getriebe, die Hinterachse, die Lenkung und einige andere Teile, wie zum Beispiel auch die Instrumente des Armaturenbretts, aus dem Peugeot 203 stammten. Das R stand für reconnaissance (deutsch: Aufklärung oder Erkundung).
1950 wurden die ersten Prototypen gebaut und zunächst eine Zulassung als landwirtschaftliches Fahrzeug beantragt. Da das französische Militär zu dieser Zeit noch mit aus US-Kriegsbeständen stammenden Willys MB und Ford GP ausgerüstet war, suchte der französische Staat nach einem modernen Nachfolger für diese Fahrzeuge. Daher wurde einer der Prototypen zu Testzwecken an die Armee übergeben, von ihr aber wegen der schwachen Motorisierung abgelehnt. Obwohl Peugeot wegen der damals guten Auslastung seiner Werke zunächst kein großes Interesse an einem Staatsauftrag hatte, wurden im Folgejahr zwei 203RA genannte Exemplare mit dem stärkeren 1,5-Liter-Motor der Limousine 403 ausgerüstet, die aber bei weiteren militärischen Tests ebenfalls nicht überzeugen konnten.
Als der französische Staat Ende 1954 wegen der Schwierigkeiten mit dem zwischenzeitlich beschafften Delahaye VLR erneut Interesse an einem militärischen Geländewagen von Peugeot bekundete, versuchte Peugeot nun doch noch, den Großauftrag zu erhalten. Es wurde eine Vorserie von zehn bis zwölf nochmals weiterentwickelten Fahrzeugen gebaut, die in den Jahren 1955/56 von der Armee angekauft und getestet wurden. Diese Fahrzeuge wurden von Peugeot 203RB genannt, vom Militär aber als VSP (Véhicule de Servitude Peugeot oder auch véhicule spécial Peugeot) tituliert. Sie waren im Vergleich zu den Prototypen in Details nochmals weiterentwickelt worden. Der auffälligste Unterschied war die nun gewölbte und vorn angeschlagene Motorhaube. Insgesamt ähnelten sie zwar immer noch stark dem Jeep, einige Merkmale waren aber auch vom Delahaye, dem amerikanischen MUTT und dem britischen Champ übernommen worden. Peugeot rechnete für den Fall einer Serienproduktion mit einer Stückzahl von 25 Fahrzeugen pro Tag, was 680 Arbeitsplätze geschaffen hätte.
Obwohl bereits 1955 die ersten Hotchkiss M201 von der Armee bestellt worden waren und so die Chance für Peugeot, den Auftrag für die Serienproduktion tatsächlich zu erhalten, beträchtlich gesunken war, wurde der VSP bis 1957 weiterentwickelt. Erst im folgenden Jahr wurde das Projekt eingestellt.
Bis 1965 wurde ein VSP bei der Peugeot-Werkfeuerwehr in Sochaux eingesetzt. Möglicherweise ist es dasselbe Fahrzeug, das heute zum Bestand des Peugeot-Museums gehört.
1982 – und damit ein gutes Vierteljahrhundert später – gelang es Peugeot mit dem Typ P4 schließlich doch noch, den Auftrag für die Serienfertigung eines leichten Geländewagens für die französischen Streitkräfte zu erhalten.

## Technische Daten der verschiedenen Versionen
|                                      | Peugeot R                                          | Peugeot RA                                         | Peugeot RB                                         |
| ------------------------------------ | -------------------------------------------------- | -------------------------------------------------- | -------------------------------------------------- |
| I. Allgemeine Angaben                |                                                    |                                                    |                                                    |
| Besatzung                            | bis zu 4 (inklusive Fahrer)                        | bis zu 4 (inklusive Fahrer)                        | bis zu 4 (inklusive Fahrer)                        |
| Stückzahl                            | ca. 5                                              | 2                                                  | 10 bis 12                                          |
| II. Allgemeine Leistungsangaben      |                                                    |                                                    |                                                    |
| Länge                                | 3400 mm                                            | 3400 mm                                            | 3450 mm                                            |
| Breite                               | 1625 mm                                            | 1625 mm                                            | 1640 mm                                            |
| Achsabstand                          | 2057 mm                                            | 2057 mm                                            | 2100 mm                                            |
| Spurweite vorne                      | 1240 mm                                            | 1260 mm                                            | 1260 mm                                            |
| Spurweite hinten                     | 1280 mm                                            | 1300 mm                                            | 1300 mm                                            |
| Leergewicht                          | 1014 kg                                            | 1136 kg                                            | 1100 kg                                            |
| Anhängelast                          | 500 kg                                             | 500 kg                                             | 500 kg                                             |
| III. Technische Angaben              |                                                    |                                                    |                                                    |
| Motor                                | 4 Zylinder Viertakt Reihe Otto Vergaser Typ TM     | 4 Zylinder Viertakt Reihe Otto Vergaser Typ TN3    | 4 Zylinder Viertakt Reihe Otto Vergaser Typ TN3    |
| Hubraum                              | 1290 cm³                                           | 1468 cm³                                           | 1468 cm³                                           |
| Leistung                             | 33 kW / 45 PS                                      | 48 kW / 65 PS                                      | 48 kW / 65 PS                                      |
| Kühlung                              | Wasser                                             | Wasser                                             | Wasser                                             |
| Kupplungsart                         | Einscheibentrockenkupplung                         | Einscheibentrockenkupplung                         | Einscheibentrockenkupplung                         |
| Getriebe                             | 4 Vorwärtsgänge, 1 Rückwärtsgang                   | 4 Vorwärtsgänge, 1 Rückwärtsgang                   | 4 Vorwärtsgänge, 1 Rückwärtsgang                   |
| Verteiler- und Reduktionsgetriebe    | 2 Gänge (1:1 oder 1:0,57), Vorderachse zuschaltbar | 2 Gänge (1:1 oder 1:0,57), Vorderachse zuschaltbar | 2 Gänge (1:1 oder 1:0,57), Vorderachse zuschaltbar |
| Bremssystem                          | zweikreisig, Trommelbremsen an allen vier Rädern   | zweikreisig, Trommelbremsen an allen vier Rädern   | zweikreisig, Trommelbremsen an allen vier Rädern   |
| Elektrik                             | 12 V                                               | 12 V                                               | 12 V                                               |
| Bereifung: 5 Räder (incl. Ersatzrad) | 6,00 × 16                                          | 7,00 × 16                                          | 7,00 × 16                                          |